# Zlatko Čajkovski
Zlatko "Čik" Čajkovski (Zagreb, 24 november 1923 – München, 27 juli 1998) was een Joegoslavisch/Kroatisch profvoetballer en voetbaltrainer, die speelde als verdedigende middenvelder. Als trainer van Bayern München won Čajkovski onder anderen de Europacup II in het seizoen 1966/67, waarmee Bayern de eerste Europese clubprijs in de clubhistorie won.

## Erelijst
Als speler
 Joegoslavië
Olympische Zomerspelen:  1948, 1952
 Partizan
- Prva Liga: 1946/47, 1948/49
- Beker van Joegoslavië: 1946/47, 1951/52, 1953/54,

Als trainer
 1. FC Köln
- Deutsche Fußballmeisterschaft: 1961/62
- Oberliga: 1961/62, 1962/63

 Bayern München
- DFB-Pokal: 1965/66, 1966/67
- Europacup II: 1966/67

 Kickers Offenbach
- Regionalliga: 1969/70

 AEK
- Alpha Ethniki: 1977/78
- Beker van Griekenland: 1977/78

Atanacković ·
Beara ·
Bobek ·
Broketa ·
Že. Čajkovski ·
Zl. Čajkovski ·
Čolić ·
Đajić ·
Firm ·
Horvat  ·
Jovanović ·
Katnić ·
Mihajlović ·
Mitić ·
Mrkušić ·
Ognjanov ·
Pálfi ·
Radovniković ·
Stanković ·
Tomašević ·
Vukas ·
Zlatković ·
Coach: Arsenijević
1 Beara ·
2 Stanković ·
3 Crnković ·
4 Čajkovski ·
5 Horvat ·
6 Boškov ·
7 Ognjanov ·
8 Mitić ·
9 Vukas ·
10 Bobek  ·
11 Zebec ·
12 Kralj ·
13 Zeković ·
14 Mantula ·
15 Spajić ·
16 Milovanov ·
17 Belin ·
18 Milutinović ·
19 Papec ·
20 Dvornić ·
21 Veselinović ·
22 Petaković ·
Coach: Tirnanić
- Gemeinsame Normdatei: 118666568
- International Standard Name Identifier: 0000 0000 1063 7137
- Virtual International Authority File: 74646906
- WorldCat: E39PBJqK8xKprq7mTrjHPCR3Qq